# Rivière de la Mort
Rivière de la Mort är ett vattendrag i Kanada.   Det ligger i provinsen Québec, i den östra delen av landet, 1 300 km norr om huvudstaden Ottawa.
Trakten runt Rivière de la Mort är nära nog obefolkad, med mindre än två invånare per kvadratkilometer.